# Rosenkransfesten
Rosenkransfesten (tyska: Das Rosenkranzfest) är en oljemålning av den tyske renässanskonstnären Albrecht Dürer. Den målades 1506 och är sedan 1930 utställd på Nationalgalleriet i Prag. 
Målningens komposition är pyramidformad och i dess topp återfinns den tronande Jungfru Maria med Jesusbarnet framför ett grönt draperi och baldakin som hålls upp av änglar. De knäböjande figurerna i förgrunden är påve Julius II och den tysk-romerske kejsaren Maximilian I (som var en betydande mecenat till Dürer). De har lagt påve- (triregnum) och kejsarkronorna på marken för att krönas av Jesusbarnet respektive Jungfru Maria. Till vänster om Jungfru Maria står den svartklädde Dominicus, grundare av dominikanorden och enligt den katolska traditionen förknippad med rosenkransen. 
I bakre raden till höger har konstnären målat ett självporträtt och i sina händer håller han en lapp vars text innehåller såväl signatur som datering: "Exegit quinquemestri spatio Albertus Dürer Germanus MDVI. AD" (Albrecht Dürer, en tysk, utförde denna på fem månader anno Domini 1506"). Dürer, som var från Nürnberg, målade tavlan i Venedig under sin andra italienska resa 1505–1507. Han influerades av såväl tysk tradition (Stefan Lochner) som samtida venetiansk konst (Giovanni Bellini). Framför Jungfru Maria sitter en lutspelande ängel, vilket är en hommage till Bellini och hans San Giobbealtartavlan. Dürers bildsättning är till formen linjär och skarpt avgränsad från den omgivande atmosfären.
Målningen beställdes av ett brödraskap av tyska köpmän – uppkallat efter Vår Fru av Rosenkransen – i Fondaco dei Tedeschi i Venedig för deras kyrka San Bartolomeo. Där hängde den som altartavla till 1606 då kejsar Rudolf II förvärvade den för 900 dukater och förde den till Prag. Den räddades undan de svenska plundringarna av staden under trettioåriga kriget (pragrovet), men skadades svårt av tidens tand och vårdslösa restaureringar och såldes för endast en florin på en auktion 1782. År 1930 inköptes tavlan av den tjeckoslovakiska staten och idag är den utställd på Nationalgalleriet i Prag.